# Захесник
«Захесни́к», або «Захисни́ґ» (досл. англ. Defendor) — канадський фільм 2009 року. Режисерський дебют Пітера Стеббінґса, який також написав сценарій до фільму. Дата виходу на екрани 12 вересня 2009 року.
Українською мовою фільм озвучили студія НеЗупиняйПродакшн та телеканал ВОЛЯ CINE+ у 2017 році. Оригінальну назву англ. Defendor (спотворене англ. Defender, Захисник) адаптовано, як «Захесник» та «Захисниґ», відповідно.

## Сюжет
Простий хлопець Артур Поппінґтон вирішує, що він супергерой Захесник, і щоночі вирушає на вулиці міста в пошуках свого головного ворога Капітана Індустрії — наркодилера, якого Артур помилково винить у смерті матері. Однак замість нього герой зустрічає молоду повію і разом з нею, а також за моральної підтримки свого психіатра, доводить, що кожен здатний зробити світ кращим.

## У головних ролях
| Актор           | Роль                        |
| --------------- | --------------------------- |
| Вуді Гаррельсон | Артур Поппінґтон - Захесник |
| Еліас Котеас    | Чак Дуні                    |
| Майкл Келлі     | Пол Картер                  |
| Кет Деннінгс    | Катерина Деброфкович        |
| Сандра О        | Елен Парк                   |
| Кларк Джонсон   | Роджер Фейербенкс           |
| Дакота Гойо     | Джек Картер                 |
| Ліза Рей        | Домінік Бол                 |
| Алан Пітерсон   | Редован                     |